# Heinrich Weinel
Heinrich Weinel (* 28. April 1874 in Vonhausen; † 29. September 1936 in Jena) war ein deutscher evangelisch-lutherischer Neutestamentler.

## Leben
1904 erhielt er an der Universität Jena das Extraordinariat neben dem Lehrstuhl für Neues Testament. 1907 wurde er der Nachfolger von Adolf Hilgenfeld.
Gemeinsam mit Herman Nohl und Reinhard Buchwald gründete Heinrich Weinel Ende 1918 die Volkshochschule Jena, einen Tag nach der Eröffnung gab es bereits 2000 eingeschriebene Hörer.
Weinel tauschte 1925 den neutestamentlichen Lehrstuhl gegen das systematische Ordinariat.
1921 wurde er Ehrenmitglied der Schwarzburgverbindung Alemannia Jena.
Heinrich Weinel war verheiratet mit Ada Weinel, geb. Thoenes (1875–1939).

## Schriften (Auswahl)
- Die Wirkungen des Geistes und der Geister im nachapostolischen Zeitalter bis auf Irenäus, Freiburg 1899.
- Jesus im neunzehnten Jahrhundert. Mohr, Tübingen 1903.
- Paulus. Der Mensch und sein Werk. Mohr, Tübingen 1904.
- Ibsen, Björnson, Nietzsche. Idealismus und Christentum. Mohr, Tübingen 1908.
- Ist das "liberale" Jesusbild widerlegt? Mohr, Tübingen 1910.
- Jesus. Berlin-Schöneberg 1912.
- Johann Gottlieb Fichte. Berlin-Schöneberg 1914.
- Die Religion in der Volkshochschule. Beyer, Langensalza 1919.
- Die Bergpredigt. Teubner, Leipzig 1920.
- Biblische Theologie des Neuen Testaments : Die Religion Jesu u. d. Urchristentums (= Grundriss der theologischen Wissenschaften, Teil 3, Band 2), 4., völlig neubearb. Aufl. Tübingen: J. C. B. Mohr 1928.
- Die Gleichnisse Jesu. Zugleich eine Anleitung zu einem quellenmäßigen Verständnis der Evangelien (= Aus Natur und Geisteswelt, Band 46), 5. Aufl. Leipzig: Teubner 1929.
- Die Deutsche Evangelische Kirche, Gotha 1933